# Paladin
Paladin was een Britse band, die bestond gedurende de jaren 1970-1973.
Initiatiefnemers van Paladin waren Keith Webb en Pete Solley, die elkaar kenden uit de muziekgroep rondom Terry Reid. Paladin is genoemd naar Paladijn. Webb en Solley zaten op een hotelkamer in New York toen ze besloten genoeg te hebben van het nauwe keurslijf van Terry Reid. Solley speelde eerder bij The Crazy World of Arthur Brown en Chris Farlowe. Het is dan eind 1970. Webb en Solley begonnen mensen om zich heen te verzamelen.
Derek Foley (gitaar en zang) speelde eerder in Grisby Dyke, die tot slechts een single kwamen: The adventure of Miss Rosemary le Page met B-kant Mary Ann She in 1969 voor Deram Records.
Lou Stonebridge (toetsinstrumenten en zang) kwam vanuit Glass Menagerie, die in totaal tot vijf singles kwam, bestaande uit progressieve rock en psychedelische rock.
Peter Beckett (basgitaar, zang) kwam vanuit Winston G and The Wicked, een band uit Liverpool en later The World of Oz (laatste samenstelling).
Optredens volgden waarbij de muziekgroep een eigen geluid probeerde te scheppen. Die optredens vielen op bij Bronze Records (waar toen ook Uriah Heep en Manfred Mann voor opnamen). 8 januari 1971 was het dan zover, Paladin ging de Olympic Studio in Londen in om hun eerste album op te nemen. De kritieken waren goed, doch de verkopen vielen tegen.
In 1972 stappen Stonebridge en Foley op; ze werden vervangen door Joe Jammer.
Toch mocht Paladin een tweede album opnemen; het in 1972 verschenen Charge! Daarna ging de band roemloos ten onder.
Peter Solley zou later bij een hele rij bands spelen, dan wel optreden als producent van muziekalbums. Hij speelde mee bij Eric Clapton, Whitesnake en Procol Harum; productiewerk was er voor Peter Frampton en Wreckless Eric. Keith Webb ging in allerlei bandjes spelen en belandde uiteindelijk in Spanje. Lou Stonebridge ging naar McGuinness Flint en later bij David Byron (ex-Uriah Heep). Peter Beckett kwam terecht in Player en Little River Band en bij ... Ronn Moss uit The Bold and the Beautiful. Derek Foley ging spelen bij Graham Bond.

## Discografie
- 1971: Paladin
- 1972: Charge!
- 2002: Jazzattacks (jazz-opnamen)